# Victoriano de Santos
Victoriano de Santos (La Torre de Esteban Hambrán, 5 maggio 1906 – San Juan, 26 febbraio 1943) è stato un calciatore e allenatore di calcio spagnolo.
In attività giocava nel ruolo di centrocampista. Morì a soli 36 anni.